# レオ・ベンヴェヌーティ
レオ・ベンヴェヌーティ（Leo Benvenuti, 1923年9月8日 - 2000年11月3日）は、イタリアの脚本家、俳優である。本名のレオナルド・ベンヴェヌーティ（Leonardo Benvenuti）、および姓のみのベンヴェヌーティでもクレジット表記された。

## 人物・来歴
1923年9月8日、イタリア王国（現在のイタリア共和国）フィレンツェに生まれる。
1958年、アルベルト・ラットゥアーダ監督の『芽ばえ』の脚本で、同作を共同執筆したラットゥアーダ、ヴァレリオ・ズルリーニ、ピエロ・デ・ベルナルディとともにナストロ・ダルジェント賞最優秀脚本賞を受賞する。
1972年、ニーノ・マンフレディ監督・主演の Per grazia ricevuta の脚本で、同作を共同執筆したマンフレディ、ピエロ・デ・ベルナルディとともにナストロ・ダルジェント賞最優秀脚本賞を受賞する。1976年、マリオ・モニチェリ監督の『私の友だち』の脚本で、同作を共同執筆したピエトロ・ジェルミ、ピエロ・デ・ベルナルディ、トゥリオ・ピネリとともにナストロ・ダルジェント賞最優秀脚本賞および最優秀原作賞をダブル受賞する。
1982年、マリオ・モニチェリ監督の『グリッロ侯爵』の脚本で、同作を共同執筆したモニチェリ、ピエロ・デ・ベルナルディ、トゥリオ・ピネリ、ベルナルディーノ・ザッポーニとともにナストロ・ダルジェント賞最優秀脚本賞を受賞する。1986年、マリオ・モニチェリ監督の『女たちのテーブル』の脚本で、同作を共同執筆したモニチェリ、ピエロ・デ・ベルナルディ、トゥリオ・ピネリ、スーゾ・チェッキ・ダミーコとともにナストロ・ダルジェント賞最優秀脚本賞、ならびに同年のダヴィド・ディ・ドナテッロ賞最優秀脚本賞を受賞する。1988年、カルロ・ヴェルドーネ監督の『姉と私』の脚本で、同作を共同執筆したヴェルドーネ、ピエロ・デ・ベルナルディとともにダヴィド・ディ・ドナテッロ賞最優秀脚本賞を受賞する。
1993年、カルロ・ヴェルドーネ監督の『狼だ狼だ』の脚本で、同作を共同執筆したヴェルドーネ、ピエロ・デ・ベルナルディ、フィリッポ・アシオーネとともにナストロ・ダルジェント賞最優秀脚本賞を受賞する。
2000年11月3日、ローマで死去した。満77歳没。没後の2001年（平成13年）には、マリオ・モニチェリ監督のテレビ映画『外に雨が降るときのように』で、共同執筆したモニチェリ、スーゾ・チェッキ・ダミーコ、ピエロ・デ・ベルナルディとともにビアリッツ国際視聴覚映像祭金賞脚本賞を受賞する。

## おもなフィルモグラフィ
137作の脚本作がある。
- 『恋の焔』 La fiammata : 監督アレッサンドロ・ブラゼッティ、1952年 - 脚本・原案
- 『シューベルト物語/愛の交響楽』 Sinfonia d'amore : 監督グラウコ・ペッレグリーニ、1954年 - 脚本・原案
- 『サン・フレディアーノの娘』 Le ragazze di San Frediano : 監督ヴァレリオ・ズルリーニ、1955年 - 脚本・原案
- 『芽ばえ』 Guendalina : 監督アルベルト・ラットゥアーダ、1957年 - 脚本・原案
- 『わらの男』 L'uomo di paglia : 監督ピエトロ・ジェルミ、1958年 - 脚本・原案
- 『鞄を持った女』 La ragazza con la valigia : 監督ヴァレリオ・ズルリーニ、1961年 - 脚本・原案
- 『生きる歓び』 Che gioia vivere : 監督ルネ・クレマン、1961年 - 脚本・原案
- 『波止場』 Mare matto : 監督レナート・カステラーニ、1963年 - 脚本・原案
- 『皇帝のビーナス』 Venere imperiale : 監督ジャン・ドラノワ、1963年 - 脚本・原案
- 『あゝ結婚』 Marriage Italian-Style : 監督ヴィットリオ・デ・シーカ、1964年 - 脚本・原案
- 『国境は燃えている』 The Camp Followers : 監督ヴァレリオ・ズルリーニ、1965年 - 脚本・原案
- 『おとぼけ紳士録』 I complessi : 監督ディーノ・リージ / フランコ・ロッシ / ルイジ・フィリッポ・ダミーコ、1965年 - 脚本・原案
- 『天使の詩』 Incompreso : 監督ルイジ・コメンチーニ、1966年 - 脚本・原案
- 『バンボーレ』 : 監督ディーノ・リージ / ルイジ・コメンチーニ / フランコ・ロッシ / マウロ・ボロニーニ、1965年 - 脚本
- 『スター誕生の夢』 : 監督ジョージ・アクセルロッド、1966年 - 原作
- 『南から来たスパイ』 Italian Secret Service : 監督ルイジ・コメンチーニ、1968年 - 脚本・原案
- Per grazia ricevuta : 監督ニーノ・マンフレディ、1971年
- 『アルフレード アルフレード』 Alfredo : 監督ピエトロ・ジェルミ、1972年 - 脚本・原案
- 『私の友だち』 Amici miei : 監督マリオ・モニチェリ、1975年 - 脚本・原案
- 『ギャグ王世界一/ファントッツィ』 Fantozzi : 監督ルチアーノ・サルチェ、1975年 - 脚本・原案
- 『グリッロ侯爵』 Il marchese del Grillo : 監督マリオ・モニチェリ、1981年
- 『ワンス・アポン・ア・タイム・イン・アメリカ』 Once Upon a Time in America : 監督セルジオ・レオーネ、1984年 - 脚本・原案
- 『私の友だち第三部』 Amici miei atto III : 監督ナンニ・ロイ、1985年 - 脚本・原案
- 『女たちのテーブル』 Speriamo che sia femmina : 監督マリオ・モニチェリ、1986年 - 脚本・原案
- 『姉と私』 Io e mia sorella : 監督カルロ・ヴェルドーネ、1987年
- 『マンマ・ミーア人生』 I picari : 監督マリオ・モニチェリ、1988年 - 脚本・原案
- 『少年と警官』 Il bambino e il poliziotto : 監督カルロ・ヴェルドーネ、1989年 - 脚本・原案
- 『狼だ狼だ』 Al lupo : 監督カルロ・ヴェルドーネ、1992年
- 『スペース・ジャム』 Space Jam : 監督ジョー・ピトカ、1996年 - 脚本
- 『外に雨が降るときのように』 Come quando fuori piove : 監督マリオ・モニチェリ、テレビ映画、2000年

## 註
1. 1 2 3 4 5 6 7 8 9 10 11 12 13  Leonardo Benvenuti, インターネット・ムービー・データベース （英語）, 2010年12月9日閲覧。
2. ↑  Leo Benvenuti, allmovie （英語）, 2010年12月9日閲覧。
3. ↑  ベンヴェヌーティ、キネマ旬報映画データベース、2010年12月9日閲覧。

## 関連事項
- イタリア式コメディ
- ダヴィド・ディ・ドナテッロ賞 （en:David di Donatello Awards）
- ビアリッツ国際視聴覚映像祭（fr:Festival international des programmes audiovisuels）